# Corps (fonction publique française)
Pour les articles homonymes, voir Corps et Corps d'état.
En France, la fonction publique d'État, c'est-à-dire l'ensemble des fonctionnaires travaillant dans les administrations et organismes publics à caractère administratif de l'État, est divisée en corps correspondant à des statuts, attributions et grilles de paie précis. Ces corps sont eux-mêmes divisés en grades ou classes.
Ainsi, le corps des professeurs des universités est divisé en trois classes : une seconde classe, une première classe et une classe exceptionnelle (« hors classe »).
La fonction publique hospitalière est également divisée en corps. Il en va de même de la fonction publique de la Mairie de Paris, malgré son assimilation à la fonction publique territoriale. De même, les militaires bien que ne faisant pas partie de la fonction publique sont répartis dans différents corps.

## Description
Le statut particulier de chaque corps est établi par décret en Conseil d'État même si certaines garanties ou au contraire certaines obligations propres à certains corps relèvent de dispositions législatives.
Les fonctionnaires de l'État sont répartis en un grand nombre de corps. Cette dispersion est parfois présentée comme l'une des causes de la difficulté à moderniser la fonction publique.

## Évolutions récentes
Toutefois, ces dernières années, différents corps ont été supprimés par le Gouvernement, selon deux méthodes, la fusion ou l’« extinction ».

### Fusion de corps
La première méthode (la fusion) consiste à transférer, dans un délai bref, les fonctionnaires d'un corps dans un autre, en fixant les modalités de leur reclassement (pour maintenir ou augmenter leur rémunération).
Plusieurs formules ont été utilisées pour faciliter cette fusion :
- création de corps communs à l'administration centrale et aux services déconcentrés relevant d'un même ministère ;
- création de corps à statut interministériel en lieu et place de corps distincts par ministère pour des métiers similaires. Par exemple le corps des architectes et urbanistes de l'État (AUE), corps interministériel à l'équipement, à la culture et à l'environnement, ou encore le corps des attachés d'Administration de l'État ;
- au sein de la catégorie C surtout, fusion des corps de différents niveaux, le plus souvent en augmentant en contrepartie le nombre de grades à l'intérieur du corps.

### Extinction de corps
L'autre méthode est de mettre le corps « en extinction » : il n'est plus procédé à aucun recrutement de fonctionnaire dans l'ancien corps mais les fonctionnaires qui en faisaient partie y restent jusqu'à ce qu'ils le quittent pour l'une des causes habituelles, et notamment par départ à la retraite. Un cas connu de mise en extinction d'un corps est celui des instituteurs.

## Changement de corps
Un fonctionnaire a vocation à évoluer au sein de son propre corps.
Il peut toutefois être amené à changer de corps :
- en réussissant un concours externe ou interne ;
- en obtenant un détachement dans un autre corps (il relève alors temporairement de deux corps différents) et en se faisant titulariser dans le nouveau corps dit « corps d'accueil » ;
- en étant promu directement dans un corps supérieur (une telle possibilité n'est généralement accordée qu'aux fonctionnaires ayant atteint une ancienneté et un âge déterminés) ;
- à l'occasion d'une réorganisation ou d'une fusion de corps.

## Fonction publique parisienne
La fonction publique parisienne est organisée, comme pour l'État, en corps. Certains sont homologues à des corps de l'État (IVP), d'autres à la fonction publique hospitalière, d'autres enfin ne sont présents qu'à la Ville de Paris.

## Autre situation
Dans la fonction publique territoriale non parisienne, il n'y a pas de corps, mais des cadres d'emplois.